# Маркиз Агилар-де-Кампоо

Герб муниципалитета Агилар-де-Кампоо, от названия которого произошло название титулы маркизата

Маркиз Агилар-де-Кампоо — один из старейших аристократических титулов Испанского королевства. Он был создан в 1482 году испанскими монархами Фердинандом и Изабеллой для Гарсии Фернандеса Манрике де Лара, 3-го графа Кастаньеды, 5-го сеньора Агилар-де-Кампоо (ок. 1450—1506), канцлера Кастилии.
Гарсия Фернандес де Лара был сыном Хуана Фернандеса Манрике де Лара, 2-го графа Кастаньеды и сеньора Агилар-де-Кампоо (ок. 1410—1493), от второго брака с Екатериной Энрикес де Рибера.
Титул маркиза Агилар-де-Кампоо был признан в 1520 году королем Карлосом I одним из старейших дворянских титулов Испанского королевства и вошел в список старших грандов.
Название титула происходит от названия города Агилар-де-Кампоо в провинции Паленсия, автономное общество Кастилия-Леон (Испания).

## Происхождение
Маркизы Агилар-де-Кампо ведут своё происхождение от Тельо Альфонсо (1337—1370), 1-го сеньора Агилар-де-Кампоо, который был внебрачным сыном короля Кастилии Альфонсо XI (1350—1350) и его любовницы Леоноры де Гусман. Ему наследовал его старший сын, Хуан Тельэс, 2-й сеньор Агилар-де-Кампоо (1355—1385). После смерти Хуана Тельэса в битве при Алжубарроте в 1385 году сеньорию Агилар-де-Кампоо унаследовала его единственная дочь, Альдонса (1382—1449), которая стала женой Гарсии IV Фернандеса Манрике (ум. 1436), крупного кастильского магната из рода Лара, майордома принца Энрике де Трастамара (1400—1445) и капитан-генерала Хаэна. Благодаря этому браку, Гарсия Фернандес Манрике получил титулы 3-го сеньора Агилар-де-Кампоо и 1-го графа Кастаньеды. Ему наследовал его старший сын, Хуан Фернандес Манрике де Лара, 2-й граф Кастаньеда и 4-й сеньор Агилар-де-Кампоо, от второго брака с Екатериной Энрикес де Рибера. В 1482 году его старший сын, Гарсия Фернандес Манрике де Лара, 3-й граф Кастаньеда, получил титул маркиза Агилар-де-Кампо.
На протяжении всей истории маркизы Агилар-де-Кампоо занимали важные посты на королевской службе, служили наместниками, министрами, членами государственного и военного советов, капитан-генералами и послами, а также был членами Ордена Золотого руна и Ордена Сантьяго.

## Список маркизов де Агилар-де-Кампоо
|                                             | Титул | Период                                      |
| Креация была создана католическими королями | Креация была создана католическими королями | Креация была создана католическими королями |
| ------------------------------------------- | --- | ------------------------------------------- |
| I                                           | Гарсия V Фернандес Манрике де Лара (ок. 1450—1506), старший сын Хуана Манрике де Лара, 2-го графа де Кастаньеда (ок. 1410—1493) и Екатерины Энрикес де Рибера | 1482-1506                                   |
| II                                          | Луис I Фернандес Манрике де Лара и Норонья (1474—1534), единственный сын предыдущего от второго брака с Брайтс де Альмада | 1506-1534                                   |
| III                                         | Хуан II Фернандес Манрике де Лара и Пиментель (ок. 1490 — 14 октября 1553), старший сын предыдущего и Аны Пиментель и Энрикес | 1534-1553                                   |
| IV                                          | Луис II Фернандес Манрике де Лара и Пиментель (ок. 1520 — 8 октября 1585), старший сын предыдущего и Бланки Пиментель | 1553-1585                                   |
| V                                           | Бернардо I Манрике де Лара и Мендоса де Арагон (ок. 1550—1600), третий сын предыдущего и Аны де Мендоса и Арагон (1520—1566) | 1585-1600                                   |
| VI                                          | Хуан Луис Фернандес де Ларa (ум. 27 июня 1563), старший сын предыдущего и Антонии де ла Серда и Рагон (1567—1607) | 1600-1653                                   |
| VII                                         | Бернардино Манрике де Лара и де Харо (ум. 31 октября 1662), единственный сын предыдущего от второго брака с Беатрис де Харо и Авелланеда (ум. 1648) | 1653-1662                                   |
| VIII                                        | Бернардино де Сильва Мендоса и Манрике де Лара (ум. 1 ноября 1672), единственный сын Руя Гомеса де Сильвы, 1-го маркиза де ла Элиседа (1566—1616), и Антонии Манрике де Лара, 11-й графини де Кастаньеда (ум. 1662)                                                 | 1662-1672                                   |
| IX                                          | Бернардино де Сильва Фернандес и Манрике де Лара (ум. 1675), сын предыдущего и Аны Марии де Гевары, 5-й графини де Оньяте (ум. 1668) | 1672-1675                                   |
| X                                           | Франсиска де Сильва Фернандес и Манрике де Лара (ум. 30 ноября 1696), младшая сестра предыдущего. Супруга Педро де ла Куэва Рамиреса де Суньиги, 3-го маркиза де Флорес д' Авила (ок. 1620—1669)                                                                    | 1675-1696                                   |
| XI                                          | Антонио де Суньига Манрике де ла Куэва и Мендоса (11 октября 1654 — 1 ноября 1709), старший сын предыдущих | 1696-1709                                   |
| XII                                         | Меркурио Антонио Лопес Пачеко и Бенавидес, 9-й герцог де Эскалона, 9-й граф де Сан-Эстебан (9 мая 1679 — 7 июня 1738) | 1712-1738                                   |
| XIII                                        | Андрес Фернандес Пачеко (13 августа 1709 — 27 июня 1746), старший сын предыдущего и Марии Каталины Тересы де Москосо Осорио и Бенавидес (1674—1726) | 1738-1746                                   |
| XIV                                         | Мария Ана Каталина Лопес Пачеко Толедо и Португаль (22 августа 1727 — 28 ноября 1768), старшая дочь предыдущего и Аны Марии де Толедо Португаль Монрой и Айяла, маркизы де Араньдилья, 11-й графини де Оропеса (1707—1729)                                          | 1738-1768                                   |
| XV                                          | Педро де Алькантара де Гусман и Пачеко, 14-й герцог Медина Сидония (1724—1779), сын Доминго Переса де Гусмана и Сильвы, 13-го герцога де Медина Сидония и Хосефы Пачеко и Москосо (1703—1763), двоюродный брат предыдущей                                           | 1768-1777                                   |
| XVI                                         | Фелипе Лопес-Пачеко и де ла Куэва, 12-й герцог де Эскалона (13 сентября 1727 — 24 июля 1798), сын Марсиано Фернандеса Пачеко, 12-го маркиза де Мойя (1688—1743), и Марии Франсиски де ла Куэва и Кунья, 4-й маркизы де Ассентар (13 сентября 1727 — 24 июля 1798)   | 1777-1798                                   |
| XVII                                        | Диего Вентура де Гусман и Фернандес де Кордоба, 14-й граф де Оньяте (11 ноября 1738 — 8 июля 1805), единственный сын Хосе Марии де Гусмана и Гевары, 6-го маркиза де Монтеалегре (1709—1781), и Марии Феличе Фернандес де Кордоба и Спинола де ла Серда (1705—1748) | 1798-1805                                   |
| XVIII                                       | Диего Исидро де Гусман и де ла Серда (2 июня 1776 — 12 декабря 1849), единственный сын предыдущего и Марии Исидры Манрике де Ла Серда и Гусман, 19-й герцогини де Нахера (1742—1811)                                                                                | 1805-1849                                   |
| XIX                                         | Исидро Закариас де Гусман и де ла Серда (ум. 1870), старший сын предыдущего от первого брака с Марией дель Пилар де ла Серда и Марин де Ресенде (1777—1812) | 1849-1870                                   |
| XX                                          | Мария дель Пилар де Сабала и Гусман (7 октября 1841 — 11 февраля 1915), старшая дочь Хуана де Савала и де ла Фуэнте, 1-го маркиза де Сьерра-Баллонс (1807—1879), и Марии дель Пилар де Гусман и де ла Серда, маркизы де Агилар-де-Кампо (1811—1901)                 | 1870-1915                                   |
| XXI                                         | Мария дель Пилар Гарсия-Санчо и Сабала, 27-я герцогиня де Нахера (21 июня 1864 — 17 октября 1916), старшая дочь предыдущей и Вентуры-Гарсии Санчо и Ибаррондо, 1-го графа де Консуэгра (1837—1914)                                                                  | 1915-1916                                   |
| XXII                                        | Хуан Баутиста Травеседо и Гарсия-Санчо, 28-й герцог де Нахера (25 января 1890—1952), второй сын предыдущей и Леопольдо и Травеседо и Фернандеса-Касарьего (1861-?)                                                                                                  | 1916-1952                                   |
| XXIII                                       | Мария дель Пилар Травеседо и Мартинес де лас Ривас (1 декабря 1922 — 2 октября 2015), единственная дочь предыдущего и Марии дель Кармен Мартинес де ла Ривас и Ричардсон (род. 1899)                                                                                | 1952-2011                                   |
| XXIV                                        | Мария дель Пилар де лас Моренас и Травеседо (род. 23 апреля 1946), старшая дочь предыдущей и Хосе Евгенио де лас Моренас Олосага (1920—1994) | 2011 — настоящее время                      |